# دو نظر متفاوت
دو نظر متفاوت (به انگلیسی: Poles Apart) تک آهنگی از گروه پراگرسیو راک پینک فلوید است که در سال ۱۹۹۴، به عنوان سومین قطعه از آلبوم «ناقوس جدایی» منتشر شد.

## متن ترانه
اشعار با همکاری سید برت، بنیان‌گذار و عضو سابق پینک فلوید در بخش اول، و راجر واترز در بخش دوم، به همراه پالی سمسون نوشته شد. به همین ترتیب، بخش دوم آهنگ با کلمه «آهای تو» آغاز می‌شود که خود نیز عنوان آهنگ آهای تو از آلبوم پیشین گروه، به اسم دیوار است.

## عوامل
- دیوید گیلمور - گیتار آکوستیک و الکتریک، لپ استیل، بیس، خواننده اصلی، کیبورد، برنامه‌ریزی
- نیک میسون - درام و پرکاشن
- ریچارد رایت - ارگ هاموند، سینث سایزر

به همراه:
- جان کرین - برنامه‌ریزی